# Peristeri-Stadion
Das Peristeri-Stadion (griechisch Δημοτικό Στάδιο Περιστερίου Dimotiko Stadio Peristeriou) ist ein Fußballstadion mit Leichtathletikanlage in Peristeri, eine Gemeinde im Westen der griechischen Hauptstadt Athen, Attika. Es verfügt über 8969 Sitzplätze und ist  die Heimspielstätte des Fußballvereins Atromitos Athen.

## Geschichte
Die Anlage wurde an Ostersonntag, den 6. April 1947 eingeweiht. 1977 wurde ein Spielfeld aus Naturrasen verlegt. Ein Jahr vor den olympischen Sommerspielen 2004 in Athen wurde die Sportstätte für Umbauarbeiten geschlossen. Es wurde u. a. eine Flutlichtanlage für Abendspiele installiert. Auch das Spielfeld und die Leichtathletikanlage wurden erneuert. Zum Aufstieg von Atromitos Athen 2005 in die damalige Alpha Ethniki, die höchste Spielklasse des Landes, wurde eine neue Tribüne im Norden gebaut. 2009 führte man Renovierungs- und Umbauarbeiten wie neue Sitze, ein Dach über die Westtribüne und Toiletten an allen Eingangstoren, durch. Im Sommer 2012 erhielt das Stadion Erste-Hilfe-Räume. Für internationale Partien wurden zudem zusätzliche Pressekonferenz- und Arbeitsräume geschaffen.